# محافظة القليوبية
30°25′N 31°13′E / 30.41°N 31.21°E

محافظة القليوبية إحدى محافظات مصر وعاصمتها مدينة بنها. وتقع محافظة القليوبية بمنطقة شرق النيل عند رأس الدلتا ويحدها من الجنوب محافظة القاهرة ومحافظة الجيزة وشمالاً محافظتا الدقهلية والغربية وشرقاً محافظة الشرقية وغربا محافظة المنوفية.
تعدّ محافظة القليوبية المحافظة الثالثة في إقليم «القاهرة الكبرى» بالإضافة إلى محافظات: القاهرة والجيزة.

## وصف شعار المحافظة
يتكون شعار المحافظة من سنبلتين - القناطر - ترس
ويدل الشعار على أهم الأنشطة التي تتميز بها المحافظة وهي كالتالي:-
1. السنبلتان تشيران إلى أهمية المحافظة في الإنتاج الزراعي الذي تشتهر به من محاصيل حقلية وخضر وفاكهة.
2. القناطر الموجودة بمدينة القناطر الخيرية تتحكم في مياه النيل التي تروي الدلتا بالكامل حيث يخرج منها الرياحات الثلاث البحيري والمنوفي والتوفيقي التي لها أكبر الأثر في توفير المياه على مدار العام للدلتا.
3. الترس يدل على النشاط الصناعي بالمحافظة حيث تتوافر بها أكبر منطقة صناعية بالجمهورية وهي شبرا الخيمة بالإضافة إلى توافر العديد من المصانع في العبور الخانكة وقليوب وبنها وقها.

## الأقسام الإدارية

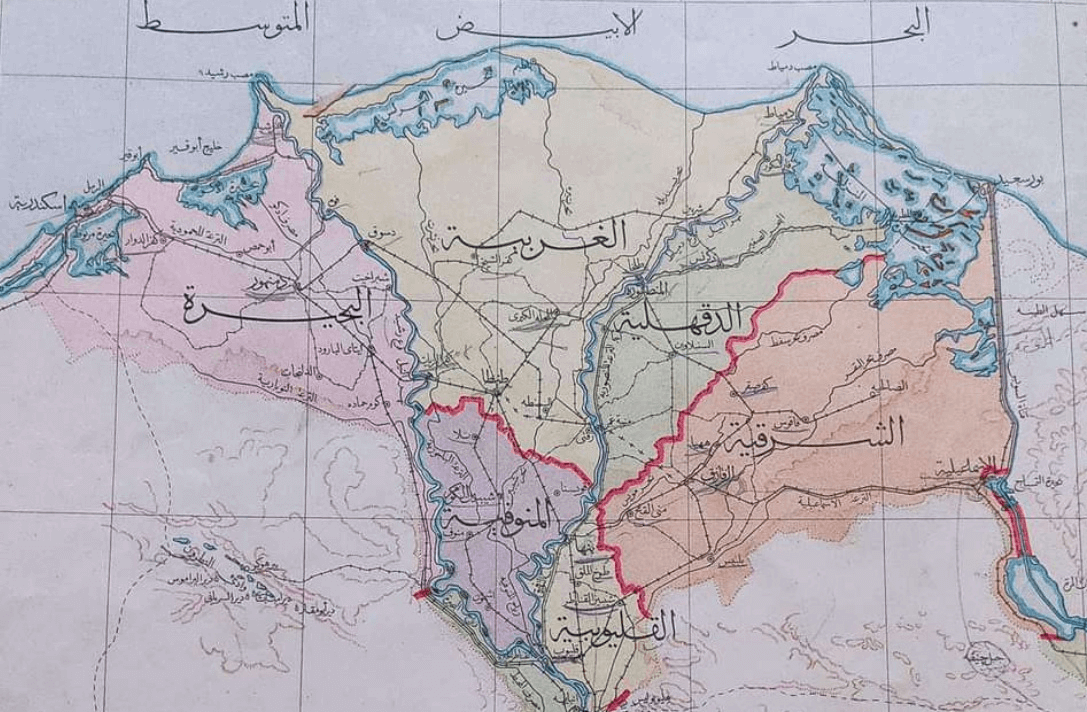
خريطة لوجه بحري سنة 1900 تظهر فيها مديرية القليوبية باللون الأصفر

تتكون محافظة القليوبية من عدد 9 وحدات محلية للمراكز والمدن وعدد 46 وحدة محلية قروية يتبعها 195 قرية و 901 عزبة وكفر.

### مدن المحافظة
- بنها
- قليوب
- القناطر الخيرية
- شبرا الخيمة
- الخانكة
- كفر شكر
- شبين القناطر
- طوخ
- العبور
- قها
- الخصوص

### العيد القومي
تحتفل المحافظة سنويا بالعيد القومي في الثلاثين من شهر أغسطس حيث أن ذلك التاريخ يواكب افتتاح القناطر الخيرية سنة 1868 م التي هي من مميزات المحافظة حيث يتوافد عليها السائحون والزائرون من مختلف أنحاء الجمهورية لمشاهدة المناظر الطبيعية والمنتزهات والحدائق التي تبلغ حوالي 500 فدان بالمدينة.
السكان:
يبلغ عدد سكان المحافظة التقديري في 2006 (4.686.804 نسمة) منها 2.403.978 ذكور، وعدد 2.282.826 إناث ويبلغ سكان الحضر 1.997.411 نسمة وسكان الريف 2.589.393 نسمة.

## الجهات التابعة
- مركز معلومات شبكات المرافق بالقليوبية

## أهم ما تشتهر به المحافظة
تشتهر المحافظة بإنتاجها الزراعي من المحاصيل والفواكه والخضروات ومن أهم هذه المحاصيل:
الذرة الشامية والقطن والقمح والموالح والموز والمشمش وكافة أنواع الخضروات، وتعدّ المحافظة مصدرا رئيسيا لسكان محافظة القاهرة من هذا النوع من الإنتاج، فضلاً عن أن المحافظة يوجد بها أكبر صرح صناعي وذلك بمدينة شبرا الخيمة حيث بها العديد من المصانع على سبيل المثال (مصانع الكابلات الكهربائية والبلاستيك وصناعة السيارات وتكرير البترول وتعبئة وتصنيع المواد الغذائية والصناعية المعدنية) فضلا عن المنطقة الصناعية بمدينة أبو زعبل التي تشتهر بصناعة الأسمدة والكيماويات وغيرها أضف إلى ذلك قيام المحافظة بالعمل على إنشاء منطقة صناعية متكاملة بمدينة الخانكة.
وبالنظر إلى موقع المحافظة المتميز ومساحتها فكان لا بد من الاتجاه إلى التوسع في العملية التعليمية حيث تضم 12 كلية جامعية، ويبلغ إجمالي هؤلاء الطلاب 56325 طالبا خلال عام 1999 / 2000 بالإضافة إلى معاهد عليا وفوق المتوسطة ويبلغ إجمالي الطلاب 31711 طالبا مما يوضح ارتفاع نسبة التعليم الجامعي بالمحافظة.
مترو الإنفاق الذي يمتد من مدينة شبرا الخيمة حتى داخل محافظة القاهرة والجيزة مما أدى إلى سهولة وانسياب المرور بالقاهرة الكبرى. وحيث أن هذه المشروعات والصناعات سواء الزراعي منها أو التعديني في حاجة إلى بيانات ومعلومات دقيقة للمساهمة في النهوض بالمحافظة فقد تم
التوسع في إنشاء مراكز معلومات على كافة مستويات المراكز والمدن والوحدات المحلية القروية بالمحافظة ومديريات الخدمات للحصول على بيانات تساعد المستثمرين ورجال الأعمال في القيام بمشروعاتهم حيث بلغ عدد هذه
المراكز 75 مركزا ووحدة معلومات.

## تاريخ القليوبية
العهد الفرعوني: كانت القليوبية في العصر الفرعوني تقع في الإقليم العاشر من أقاليم مصر السفلى وكانت عاصمتها تسمى (حات/حرى/أيت) أي قلعة وسط الأرض لأنها تتوسط الجزء الجنوبي من الدلتا فكان اسمها بالإغريقية (أتريبس) وبالقبطية (أتريب أو تل أتريب) ومن أبرز أبناء القليوبية في العصر الفرعوني هو أمنحوتب من حسبو الذي تدرج حتى أصبح يقبض على زمام الأمور في مصر القديمة في عقد أمنحتب الثالث الذي كرمه فصرح له بإقامة معبد جنائزي لنفسه بجوار معبد الفرعون وتحت تابوته ونقش بنقوش ملكية على غرار توابيت الملوك.
العصر البطلمي والروماني: كانت القليوبية في العصرين البطلمي والروماني مدينة أتريبس وعاصمة لإحدى محافظات شرق الدلتا وهي تقع في الشمال الشرقي من مدينة بنها عند تل أتريب وكانت أتريبس مركزا زراعيا وصناعيا وتجاريا كبيرا.
العصر الإسلامي: كانت القليوبية في العصر الإسلامي تابعة لإقليم الشرقية، وفي عام 857 هجرية 1351 ميلادية أصدر السلطان الناصر محمد بن قلاوون مرسوما بفصلها عن الشرقية واعتبارها إقليما باسم الأعمال القليوبية نسبة إلى مدينة قليوب، التي جعلها عاصمة لها وفي عام 933 هـ 1527 م سُمّيت ولاية القليوبية ثم مأمورية القليوبية وفي سنه 1833 ميلادية سُمّيت مديرية القليوبية وقاعدتها مدينة بنها وفي عام 1960 م سُمّيت محافظة القليوبية وظلت مدينة بنها عاصمة لها.
العصر الحديث: أصبحت القليوبية في العصر الحديث قلعة ضخمة من قلاع الإنتاج الزراعي والصناعي وكوّنت مع محافظتي القاهرة والجيزة الإقليم الأول من أقاليم الجمهورية وهو إقليم القاهرة الكبرى.